# هیلزاوون
longitudeهیلزاوونlatitudeهیلزاوون
هیلزاوون (به انگلیسی: Halesowen) شهری در منطقهٔ لیدز کشور انگلستان است که این کشور خود بخشی از بریتانیا محسوب می‌شود. این شهر در سال ۱۹۹۱ میلادی ۵۷٫۹۱۸ نفر جمعیت داشته و در سرشماری سال ۲۰۰۱ جمعیت آن به ۵۵٫۲۷۳ نفر رسیده‌است. میزان رشد سالانهٔ جمعیت هیلزاوون ‎-۰٫۲ درصد می‌باشد و جمعیت این شهر در سال ۲۰۱۲ به ۵۴٫۰۸۸ نفر تغییر یافت.